# Сражение при Карстуле
Сражение при Карстуле (швед. Slaget vid Karstula) — одно из ключевых сражений Русско-шведской войны 1808—1809 гг., которое состоялось близ населённого пункта Карстула 9 (21) августа 1808 года между русской императорской армией и вооружёнными силами Швеции.

## Перед боем
В 1808 году граф Каменский, сменивший Раевского после понесенных неудач на шведском театре военных действий, решил перейти в наступление против генерала Клингспора, занимавшего укреплённую позицию у Сальми. Каменский, двинувшись через Ювескюлю (Ервескуля), должен был из Метеа свернуть на Алаво, возле которого русский отряд Эриксона потерпел поражение; для прикрытия своего правого фланга Каменский выделил отряд под командованием генерала Егора Ивановича Властова на Линтулакс, который прикрывался шведскими отрядами Фиандта.
Властов получил приказание разбить Фианда, порвать связь Клингспора с генералом Сандельсом (действовавшим около Куопио) и затем ударить во фланг Клингспора. 9 августа Властов (7 батальнов, 2 эскадрона и 150 казаков при 7 артиллерийских орудиях) выступил из Сауриярви и настиг части полковника Отто фон Фиандта близ Карстуле, где его двухтысячный отряд занял сильную с фронта позицию поперек перешейка между двумя заливами озера Пяярви, усилив ее окопами, засеками и артиллерией.

## Бой
Бой начался столкновением авангарда Властова с передовым отрядом шведов, занимавшим впереди Карстуле засеки перешейка. Авангард выбил шведов и преследовал до кирки, где неприятель продолжал сопротивление в домах селения. 
К этому времени главные силы русских подошли к селу Сюстямяки. Властов направил 3 батальона с 2 орудиями подплковника Лукова целиною лесом по берегу озера на левый фланг позиции Фрианда к протоку, а майора Римана (полтора батальона) послал лесною тропой в ещё более дальний обход того же фланга, на путь отступления шведов; сам же двинулся по перешейку для атаки с фронта. После упорного сопротивления Властову удалось очистить деревню Карстуле, утвердиться на высоте южнее моста, с которой открывалась шведская позиция, и завязать упорный бой, поддерживаемый пятью пушками. 
В то же время колонна Лукова, вытеснив неприятеля из засек, отбросила его на главную позицию вброд через проток, но от дальнейшее наступления было остановлено сильным огнём шведской артиллерии. Ожесточённый бой с обеих сторон продолжался до тех пор, пока Фрианд не узнал о появлении отряда Римана на Линтулакской дороге. Не располагая достаточными силами для того, чтобы задержать этот отряд, Фрианд решил отступать. Как только было обнаружено отступление противника, русские двинулись вперед. 
Отряд Лукова (части Белозерского и Севского пехотных полков), перейдя вброд проток, ударил во фланг и заставил врага очистить позицию. Примерно в трёх километрах северу дорога пересекалась небольшой речкой; здесь Фрианд снова стал пытаться задержать русских (на флангах болота). Однако, Властов быстрым движением не дал ему укрепиться и снова атаковал, а в тыл выходил Риман и эта позиция была вскоре очищена от шведов. 
Ближе вечеру Фрианд поставил свой отряд за деревню Метенен, пройдя Уйтонский мост, где заранее была подготовлена укреплённая позиция. Преследовавшие рус. части были здесь встречены плотным артиллерийским огнем, бой продолжался до темноты, которая и прекратила преследование.
Карстулеский бой, длившийся 10 часов, является типичным примером боев на болотистой местности, где занятие пассивной оборонительной позиции неизбежно приводит к отступлению при появлении хотя бы ничтожного отряда в тылу. 

## Последствия
Победа при Карстуле позволила Властову выделить часть сил для содействия Каменскому. Сам же Властов продолжал теснить Фрианда далее на север к Перхо. Потери Фрианда, согласно «ВЭС»,  были «весьма значительны».